# Ichneutica bromias
Ichneutica bromias là một loài bướm đêm trong họ Noctuidae.